# Prostitución en Rhode Island

Prostitución en Norteamérica. En gris denota Nevada, único estado de los Estados Unidos donde la prostitución es legal en algunos condados. Hasta 2009, compartía dicho estatus con Rhode Island, cuando fue ilegalizada.

La prostitución en Rhode Island fue ilegalizada en 2009, cuando el entonces gobernador, el republicano Donald Carcieri, firmó una ley que convertía en delito la compra y venta de servicios sexuales.
La prostitución fue legal en Rhode Island entre 1980 y 2009 porque no había ninguna ley específica que definiera el acto y lo ilegalizara, aunque las actividades asociadas eran ilegales, como la prostitución callejera, la gestión de un burdel y el proxenetismo. Con la aprobación de la ley, Nevada se convirtió en el único estado estadounidense que permite la prostitución legal.

## Situación legal
Intercambiar sexo por dinero es ilegal, tanto para la prostituta como para el cliente, y está tipificado como delito menor.
La ley tipifica la venta de servicios sexuales como delito menor punible con una multa de 250 a 1 000 dólares, o hasta seis meses de prisión, o ambas penas para los primeros infractores. La legislación incluye una disposición que faculta a los jueces a borrar cualquier registro de cargos de prostitutas condenadas al cabo de un año. Los reincidentes se enfrentan a una multa de 500 a 1 000 dólares, o hasta un año de prisión, o ambas penas.
Los clientes se enfrentan a una multa de 250 a 1 000 dólares, o hasta un año de prisión, o ambas, para los que delinquen por primera vez, y a una multa de 500 a 1 000 dólares, o hasta un año de prisión, o ambas, para los reincidentes. La ley no ofrece ninguna disposición que permita a un juez borrar los antecedentes de los clientes. El delito también está tipificado como falta.
Los propietarios que se beneficien a sabiendas de la prostitución en su propiedad también se enfrentan a multas de entre 2 000 y 5 000 dólares, y de uno a cinco años de prisión por primer delito. Los reincidentes se enfrentan a multas de 5 000 a 10 000 dólares y de 3 a 10 años de prisión.

## Historia
La prostitución se despenalizó en Rhode Island en 1980, cuando se modificaron las leyes sobre prostitución, reduciéndola de delito grave a delito menor. Los redactores de la ley eliminaron la sección que se refería a la comisión del acto de prostitución en sí, y sólo siguió siendo ilegal la prostitución callejera. La prostitución siguió despenalizada en el estado hasta noviembre de 2009, cuando volvió a prohibirse.
Se ha argumentado que los legisladores que modificaron las leyes sobre prostitución de Rhode Island en 1980 habían despenalizado la prostitución en interiores por error, sin darse cuenta de que las nuevas leyes estaban creando una «laguna jurídica». El senador estatal de Rhode Island John F. McBurney III era el único miembro de la Asamblea General en el momento de la votación de 2009 que había prestado servicio en 1980. Declaró en 2009: «Probablemente votamos 500 proyectos de ley al año [...] No sabían lo que estaban votando». Otro senador, John C. Revens Jr., quien llegó a ser líder de la mayoría del Senado y abogado que prestó servicio en la Asamblea General durante casi cuatro décadas, se mostró de acuerdo, comentando: «Nunca patrocinarían un proyecto de ley que despenalizara la prostitución si supieran lo que es. De ninguna manera. Ni en un millón de años».
1976: COYOTE es un grupo activista por los derechos de las trabajadoras del sexo dirigido por Margo St. Presentaron una demanda contra Rhode Island. El argumento se basaba en cuánto poder debería tener el estado para controlar la actividad sexual de sus ciudadanos en el caso COYOTE contra Roberts. La demanda también alegaba discriminación en la aplicación de la ley. Se presentaron datos que demostraban una persecución selectiva, ya que la policía de Providence detenía a las prostitutas con mucha más frecuencia que a los clientes varones. Ralph J. Gonnella fue el abogado de Margo St. James. Argumentó que la ley de prostitución era tan amplia que ni siquiera mencionaba el dinero. Podía convertir las relaciones sexuales entre adultos solteros en un delito castigado con una multa de 10 dólares, y la persona que iniciaba la oferta de sexo podía ser acusada de solicitación y enfrentarse a hasta cinco años de cárcel.
1980: La Asamblea General de Rhode Island modificó la ley sobre prostitución, suprimiendo el estatuto que prohibía el acto de prostitución en sí, pero continuando con la prohibición de la solicitación callejera. Con el cambio en el estatuto penal, se desestimó la demanda presentada por COYOTE.
1998: El Tribunal Supremo del Estado dictamina en el caso State v. DeMagistris que la ley contra la prostitución era «principalmente para impedir que las prostitutas vendieran sus mercancías en público» y no podía aplicarse para condenar a alguien por una actividad que tiene lugar en privado.
2003: Los cargos de prostitución contra cuatro mujeres detenidas en dos balnearios de Providence fueron desestimados después de que el abogado Michael J. Kiselica citara la sentencia del Tribunal Supremo de 1998, argumentando con éxito que Rhode Island no tenía ninguna ley contra la prostitución en locales cerrados.
2005: El proyecto de ley para ilegalizar la prostitución, dondequiera que se produzca, fracasó en la Asamblea General; proyectos similares fracasaron en años posteriores.
2009: Se ilegalizó la prostitución. El 3 de noviembre, el gobernador Donald Carcieri promulgó una ley que tipificaba como delito el intercambio de sexo por dinero.
Un artículo de Scott Cunningham y Manisha Shah publicado en la revista The Review of Economic Studies concluyó que la despenalización judicial de la prostitución en locales cerrados en 2003 provocó un descenso del 30 % en las denuncias de violaciones con víctimas femeninas y una reducción del 40 % en los incidentes de gonorrea femenina durante los seis años en que la prostitución no fue un delito ilegal.

## Cambio legislativo de 2009

### Batalla legislativa
A principios de 2009 se presentaron dos proyectos de ley en la Asamblea General de Rhode Island que definían el delito de prostitución para incluir cualquier lugar; un proyecto de ley, H5044, se originó en la Cámara, y el otro, S596, en el Senado.
La defensora más destacada de la penalización fue la representante demócrata Joanne Giannini, ponente del proyecto de ley H5044 en la Cámara el 8 de enero de 2009, y fue remitido a la Comisión que lo examinó el 4 de abril, y sustituyó el texto (Sub A) el 30 de abril. La Cámara lo votó con enmiendas el 13 de mayo, y el proyecto pasó a la Comisión del Senado el 28 de mayo, donde permaneció hasta el receso estival de la Asamblea.
En el Senado, el senador Jabour presentó un proyecto de ley similar el 25 de febrero. El Comité Judicial celebró audiencias el 25 de junio. Las audiencias de la Cámara Alta atrajeron la atención de los medios de comunicación. Las trabajadoras asiáticas de los balnearios, reclutadas por Tara Hurley, testificaron en contra del proyecto de ley. Tras el testimonio de dichas trabajadoras, otros grupos se pronunciaron en contra del proyecto de ley. El Comité recomendó la versión Sub A por 8 votos a favor y 4 en contra, que se votó en el Senado al día siguiente y se remitió a la Cámara. 
Al entrar en receso tanto la Cámara de Representantes como el Senado, quedaron dos versiones separadas de los proyectos de ley sobre prostitución. Ambas cámaras tenían que aprobar un único proyecto de ley idéntico para poder enviarlo al gobernador, a fin de que lo firmara y lo convirtiera en ley. Ambos diferían en la imposición de penas. La versión del Senado preveía penas escalonadas para el primer, segundo y tercer delito. Las prostitutas, sus clientes y los propietarios declarados culpables de un primer delito habrían sido castigados con una «infracción» civil y una multa de 100 dólares. Por su parte, la versión de la Cámara de Representantes del proyecto de ley no preveía sanciones para los propietarios, pero contenía penas más severas para las prostitutas y los clientes que delinquieran por primera vez. Cualquier persona declarada culpable de prostitución se enfrentaba a una pena de prisión de hasta 6 meses y una multa de hasta 1 000 dólares. La pena por delitos posteriores contemplaba hasta un año de prisión y misma sanción económica (hasta 1 000 dólares).
Tras el examen de las dos versiones de los proyectos de ley de prostitución, la policía estatal, el fiscal general Patrick C. Lynch, y el gobernador Donald Carcieri pidió la aprobación de la versión de la Cámara de Representantes del proyecto de ley, con penas más severas para los delincuentes por primera vez. El coronel Brendan P. Doherty, jefe de la Policía Estatal de Rhode Island, declaró que el organismo policial «no puede apoyar las sanciones civiles por actos tan reprobables».

### Escrutinio mediático
El diario The Providence Journal publicó dos artículos en portada antes de que la Asamblea General volviera para celebrar una sesión extraordinaria, y se estrenó Happy Endings? para el gran público, un documental sobre los salones de masajes asiáticos de Rhode Island.

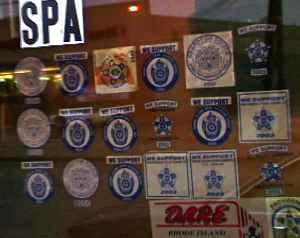
Puerta principal de un spa de Providence con varias pegatinas de la policía.

El 18 de septiembre de 2009, el The Providence Journal informó de que la Orden Fraternal de Policía, en representación de la Policía Estatal de Rhode Island, y las policías de las principales ciudades: Providence, Barrington, Warwick y Cranston, habían solicitado donativos a los balnearios. Muchos de estos centros tenían pegatinas decorando sus puertas y ventanas, junto con logos que indicaban que aceptaban las principales tarjetas de crédito. Las donaciones de estos balnearios también sirvieron para pagar anuncios en The Rhode Island Trooper, la publicación oficial de la Asociación de la Policía Estatal de Rhode Island sin ánimo de lucro, una organización de miembros de la policía estatal «dedicada a la mejora de la profesión de agente de la ley».
El 25 de octubre, el The Providence Journal informó de que más de una treinta de mujeres representantes de balnearios de Rhode Island se habían reunido en un centro comunitario de Providence para expresar su preocupación por la legislación pendiente. Sunyo Williams trabajaba en un balneario de Pawtucket con otras tres mujeres, y dijo a través de un intérprete que nadie estaba obligado a trabajar en ese sector, y que las mujeres estaban dispuestas a responder una por una y a declarar que era su propia elección. Dijo que cada mujer tenía un número de identificación fiscal distinto y pagaba impuestos, y que todos sus clientes procedían de Massachusetts, y que las mujeres ganaban dinero y lo gastaban en Rhode Island. Algunas de las otras mujeres también hablaron o hicieron preguntas a los legisladores, o a representantes de grupos de defensa como la Coalición de Rhode Island contra la Trata de Seres Humanos, que asistieron a la reunión del domingo a las 8:30 de la mañana.

### Sesión legislativa especial
El asunto pasó por la Cámara de Representantes de Rhode Island el 28 de octubre. La Cámara aprobó un proyecto de ley que tipificaba el delito de prostitución. Un día después, el 29 de octubre, el Senado de Rhode Island, aprobó el proyecto de ley. Posteriormente, el proyecto fue enviado al gobernador Donald Carcieri para que lo promulgara.

### Firma de la ley
El 3 de noviembre de 2009, en una ceremonia celebrada en la Casa del Estado, el gobernador Donald Carcieri promulgó el proyecto de ley que ilegalizaba la prostitución en Rhode Island.
Además de los patrocinadores de la ley, asistieron a la ceremonia el fiscal general de Rhode Island, Patrick C. Lynch, y el coronel de la policía estatal Brendan P. Doherty. Este último llegó a declarar que la nueva ley «envía un mensaje claro a cualquier grupo que piense que puede utilizar Rhode Island para promover sus negocios ilícitos».

## Hechos posteriores
El 26 de febrero de 2010, la policía de Providence acusó de prostitución a cuatro mujeres de dos balnearios de la ciudad. Tres de las mujeres fueron acusadas de prostitución, y una de ellas fue acusada de permitir la prostitución.
El 30 de junio de 2010, la nueva ley permitió borrar los antecedentes de prostitución de la primera mujer. El fiscal general Patrick Lynch tiene previsto apelar.
El 20 de noviembre de 2010, la policía estatal de Rhode Island, la policía de Providence y agentes especiales del Servicio de Inmigración y Control de Aduanas de Estados Unidos cerraron un burdel que funcionaba en un apartamento de un primer piso en Providence y detuvieron a dos mujeres.
Otra investigación, publicada en 2017 en la revista The Review of Economic Studies, concluyó que, tras la despenalización de la prostitución Rhode Island en 2003, la gonorrea disminuyó un 40 % en las mujeres, y que la violencia sexual se redujo un 30 %.

## Partes en el debate
Los principales partidarios de la prohibición total de la prostitución fueron el gobernador de aquel momento, la Fiscalía y la policía estatal, a los que le siguieron personalidades como Donna M. Hughes, profesora de la Universidad de Rhode Island y fundadora de Ciudadanos contra la Trata (CAT), creada junto a Melanie Shapiro tras abandonar la Coalición de Rhode Island contra la Trata de Seres Humanos (RICAHT) cuando este grupo se negó a apoyar la versión del proyecto de ley de la diputada Giannini. También prestaron testimonio a favor de la ley Concerned Women for America, Laura Lederer, y Margaret Brooks, profesora de economía en el Bridgewater State College.
Además de la Coalición de Rhode Island contra la Trata de Seres Humanos, se opusieron al proyecto de ley grupos de defensa de los derechos de la mujer, grupos de lucha contra la trata de seres humanos, profesionales del sexo y educadores sexuales. Entre estos grupos se encontraban Amos House, Brown University Students Against Human Trafficking, Direct Action for Rights and Equality (DARE), Family Life Center, International Institute of Rhode Island, American Civil Liberties Union, Rhode Island Coalition for the Homeless, Rhode Island National Association of Social Workers y Rhode Island National Organization for Women.
Otro grupo que ofreció su testimonio fue la ONG Urban Justice Center. Entre las personas que prestaron testimonio se encontraban el capellán de mujeres de las Instituciones Penitenciarias para Adultos y Ann Jordan, directora del Programa sobre Trata de Seres Humanos y Trabajos Forzados de la Facultad de Derecho de Washington, que argumentó que el proyecto de ley no ayudaría a combatir la trata, sino que empeoraría el problema. Durante el receso estival, dos representantes, David Segal y Edith Ajello, expusieron sus razones para oponerse a los proyectos de ley. Del mismo modo, los senadores Jabour y McCaffrey expusieron los argumentos a favor del proyecto del Senado. El proyecto del Senado fue considerado demasiado débil por los partidarios del proyecto de la Cámara porque carecía de penas de prisión.